# Pădureni (okręg Bacău)
Pădureni – wieś w Rumunii, w okręgu Bacău, w gminie Berești-Bistrița. W 2011 roku liczyła 401 mieszkańców.